# احمد مکاوی
احمد مکاوی (انگلیسی: Ahmed Mekkawi; ۵ مارس ۱۹۲۳ – ۵ آوریل ۱۹۹۶) بازیکن فوتبال اهل مصر بود.
وی همچنین در تیم ملی فوتبال مصر بازی کرده‌است.